# سامانه ژئودتیک جهانی ۱۹۸۴
سامانهٔ ژئودتیک جهانی ۱۹۸۴ یا World Geodetic System 1984 به اختصار WGS84 یک سیستم مرجع زمینی قراردادی (CTRS) است که به عنوان مبنایی برای تعیین موقعیت بر روی زمین و فضای اطراف زمین به کار می‌رود.

## پیش زمینه
در اوایل دهه ۱۹۸۰ نیاز به یک سیستم ژئودزی جهانی جدید توسط جامعه ژئودزی و همچنین وزارت دفاع ایالات متحده شناسایی شد. WGS 72 دیگر داده‌ها و اطلاعات و نیز دقت کافی برای تمام برنامه‌های فعلی و پیش‌بینی شده ارائه نمی‌داد. تولید WGS جدید در قالب داده‌های بهبود یافته، افزایش پوشش داده‌ها، انواع داده‌های جدید و تکنیک‌های پیشرفته در دسترس بود. پارامتر های GRS ۸۰ همراه با داپلر موجود، مشاهدات لیزر ماهواره ای و مشاهدات تداخل سنجی خط پایه بسیار طولانی (VLBI) اطلاعات جدیدی را به ما می‌دهند. یک منبع مفید جدید داده‌ها، ارتفاع سنج راداری ماهواره است. همچنین یک روش کمترین مربعات پیشرفته که یک راه حل ترکیبی ثابت از انواع مختلف اندازه‌گیری‌ها در مقایسه با میدان گرانشی زمین، یعنی ژئوئید، ناهنجاری‌های گرانشی، انحرافات، داپلر پویا و غیره امکان‌پذیر می‌کرد، در دسترس بود. سامانه ژئودتیک جهانی ۱۹۸۴ «WGS ۸۴» نامیده شده‌است. این سیستم مرجعی است که توسط سامانه موقعیت‌یاب جهانی (GPS) استفاده می‌شود. این سیستم ژئوسنتریک و در سراسر جهان ۱± متر ثابت است.